# Warm Wave
Albums de Cal Tjader
Breeze from the East Soul Bird : Whiffenpoof
Warm Wave est un album de la discographie de Cal Tjader dont il a été extrait un single : Poor Butterfly en 1964.

## Titres
1. Where Or When (A1) - 2:47  ∫ de Richard Rodgers & Lorenz Hart
2. Violets For Your Furs (A2) - 3:02  ∫ de Tom Adair & Matt Dennis
3. People (A3) - 2:31   ∫ de Bob Merrill & Jule Styne
4. Poor Butterfly (A4) - 2:13   ∫ de John L. Golden & Raymond Hubbell
5. This Time The Dream's On Me (A5) - 1:57   ∫ de Johnny Mercer & Harold Arlen
6. Ev'ry Time We Say Goodbye (A6) - 2:44   ∫ de Cole Porter + Arrangements Claus Ogerman
7. I'm Old Fashioned (B1) - 2:28   ∫ de Johnny Mercer & Jerome Kern
8. The Way You Look Tonight (B2) - 3:05   ∫ de Dorothy Fields & Jerome Kern
9. Just Friends (B3) - 2:18   ∫ de Sam M. Lewis & John Klenner
10. Sunset Boulevard (B4) - 2:35   ∫ de Claus Ogerman
11. Passe (B5) - 2:40   ∫ de Joseph Meyer, Eddie DeLange & Carl Sigman + Arrangements Claus Ogerman

## Personnel & Enregistrement
Formation Septet de Cal Tjader réunie pour l'occasion à géomètrie variable suivant les titres.
- Hank Jones ou Patti Bown ou Bernie Leighton (piano).
- Seldon Powell (saxophone ténor) ou Jerome Richardson (flûte/saxophone ténor).
- George Duvivier (basse).
- Ed Shaughnessy (batterie).
- Kenny Burrell ou Jim Raney (guitare).
- Willie Rodriguez (percussions).
- Cal Tjader (vibraphone, leader de formation).
- The Double Six (groupe vocal "Background" - Titres A4,B1 à B5).
- Ensemble de cordes : Sid Edwards, Lewis Eley, Paul Gershman, Harry Glickman, Louis Haber, Julius Held, Harry Lookofsky, George Ockner, Lucien Schmidt, Morris Stonzek, Paul Winter, Teo Kruczek, Maurice Brown, Charles McCracken, Gene Orloff, Paoul Poliakin, Alan Shulman, Sylvan Shulman.

Enregistré à New York City le 8 mai 1964 (Titres A4,B1, B3, B4).
Pour les autres titres, la date et le lieu d'enregistrements ne sont pas connus.

## Album conduit et arrangé par
- Claus Ogerman

## Producteur
- Creed Taylor

## Informations de Sortie
- Année de Sortie : 1965
- Intitulé : Cal Tjader - WARM WAVE
- Label : Verve Records
- Référence Catalogue : Verve V6-8585
- Format : LP 33 ou (12")

## Réédition FormatCD
- Actuellement non réédité en CD.

## Single extrait au format 45 (7")
- 1964 : 1. Poor Butterfly (A1) (Single) / 2. People (B2) ∫ Référence : Verve Records Verve VK 10325 produit par Creed Taylor

## Observations particulières
Au verso de la pochette de 1964 Verve Records, on peut lire : "(traduit) : Des improvisations soft et subtiles de Cal Tjader sur une imposante collection de ballades jouée adossée à une série de cordes et un petit groupe de chœur, le tout arrangé par Claus Ogerman".
Cet album est particulier dans le discographie de Cal Tjader avec ses arrangements pour cordes et les "Vocal background") de The Double Six.